# Matthias Herget
Matthias Herget (Annaberg-Buchholz, 14 november 1955) is een Duits voormalig voetballer die speelde als libero.

## Carrière
Herget speelde van 1976 tot 1989 237 wedstrijden in de Bundesliga en scoorde 26 keer voor VfL Bochum en Bayer 05 Uerdingen .In de 2. Bundesliga speelde hij voor Rot-Weiss Essen, Bayer Uerdingen en FC Schalke 04, in total 196 wedstrijden en 43 goals. Hoogtepunt in zijn carrière was in 1985 toen hij samen met Uerdingen de DFB-Pokal won tegen Bayern München. Het volgende seizoen in de Europacup II bereikte de club de halve finale. In de kwartfinale verloor de club met 2-0 van Dynamo Dresden, aan de rust van de terugwedstrijd stond het 1-3 waardoor een uitschakeling zeker leek. Echter door zes doelpunten van Uerdingen plaatsten ze zich alsnog voor de halve finale, die dan van Atlético Madrid verloren werd.
Op 13 september 1980 scoorde hij een zuivere hattrick in de wedstrijd tegen Holstein Kiel, alle doelpunten waren strafschoppen. Hij is de enige speler in het Duitse profvoetbal, die daar in slaagde.
Van 1983 tot 1988 speelde hij ook 39 wedstrijden voor de nationaal elftal. Hij nam ook deel aan het WK 1986 en het EK 1988.
In 1990 beëindigde hij zijn carrière in de 2. Bundesliga bij Schalke.